# Symfonie nr. 14 (Bruk)

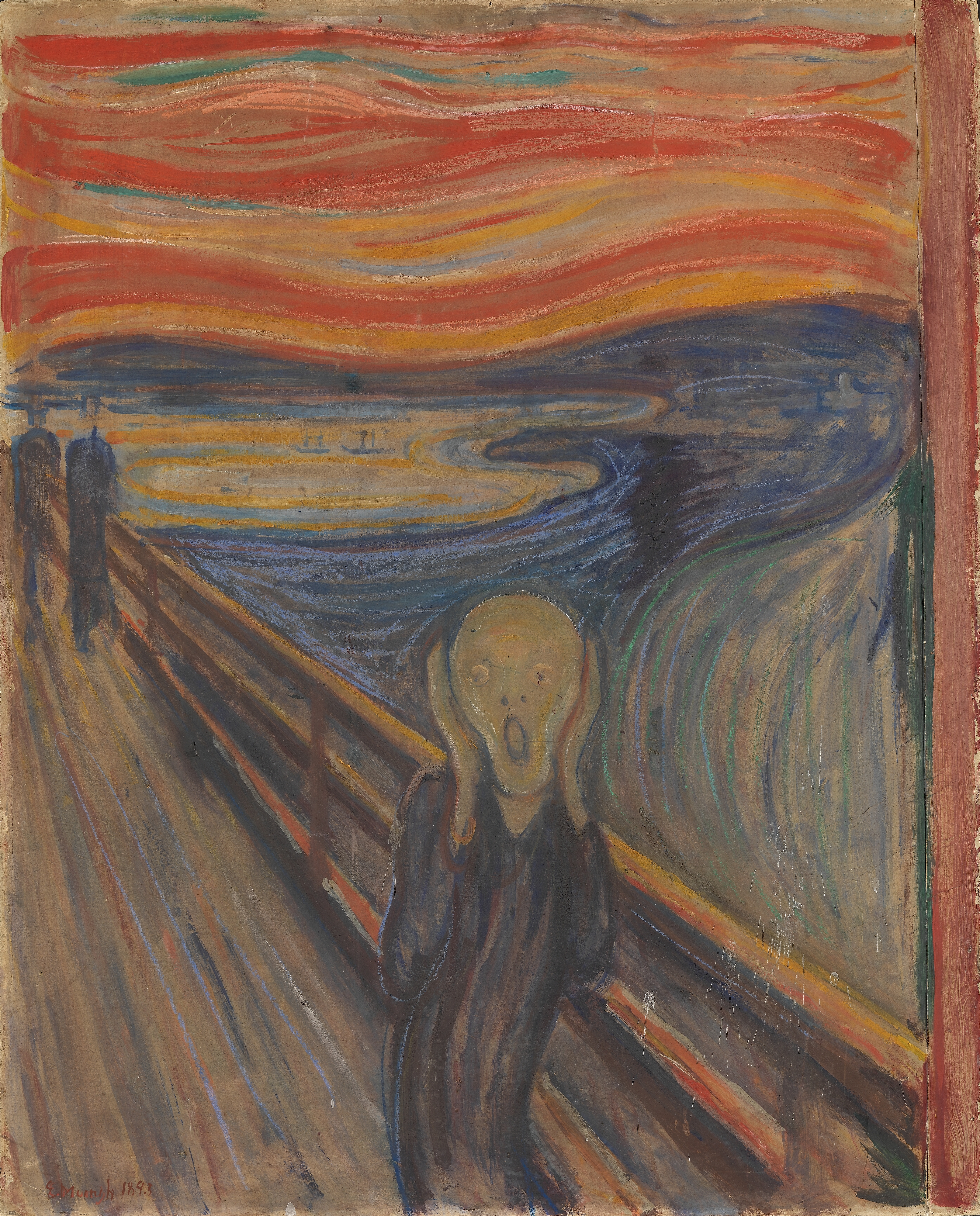
De schreeuw (versie 1893)

Fridrich Bruk voltooide zijn Symfonie nr. 14 (De schreeuw)  (origineel Huuto) in 2015.
Volgens de samenvatting voor de opnamen voor Toccata Classics bouwde Bruk ook deze symfonie op uit allerlei muzikale motieven; dit is tegenstelling tot de grote lijnen bij symfonieën van voor de 20e eeuw. Het betekent een afwisseling van solo- en orkestspel, waarbij er bij deze veertiende symfonie ruim baan wordt gegeven aan de celesta.
De symfonie is een eerbetoon aan kunstenaar Edvard Munch en dan specifiek zijn werk De schreeuw. Dat schilderij werd in 2015 tentoongesteld in Helsinki, en Bruk bracht er een bezoek aan. Bruk vertaalde de twee tegengestelde meningen over dat schilderij in zijn werk: Schreeuwt de afgebeelde persoon of wordt hij overmeesterd door een schreeuwende omgeving. Bruk vertaalde het naar lijden en vernedering; hetgeen bestreden moet worden door empathie en mededogen; allemaal centrale thema's in zijn werk.
Toccata gaf, als leidraad voor de muziek, een combinatie van Heitor Villa-Lobos, Allan Pettersson, Sergej Prokofjev en Karol Szymanowski, met nadruk op die laatste.
Een opname van Symfonie nr. 14 werd in 2024 uitgegeven door Toccata Records, of het werk ooit een publieke uitvoering heeft gekregen is niet bekend (gegevens maart 2025).
Orkestratie:
- 2 dwarsfluiten, 2 hobo’s, 2 klarinetten, 2 fagotten
- 4 hoorns, 2 trompetten, 3 trombones, 1 tuba
- pauken, 4 man/vrouw percussie, celesta,
- violen, altviolen, celli, contrabassen